# Конгрес Мексика
Конгрес Уније (шп. Congreso de la Unión), званично Генерални конгрес Сједињених Мексичких Држава (шп. Congreso General de los Estados Unidos Mexicanos), законодавно је тело савезне владе Мексика, а састоји се од од два дома: Сенат Републике и Представнички дом. Конгрес има 628 чланова (128 сенатора и 500 посланика) који се састају у Мексико Ситију.